# Мухата (филм, 1986)
Вижте пояснителната страница за други значения на Мухата.
„Мухата“ (на английски: The Fly) е американски научнофантастичен филм на ужасите от 1986 година на режисьора Дейвид Кронънбърг по негов сценарий в съавторство с Чарлз Едуард Пог, базиран на едноименния разказ на Жорж Ланжлан от 1957 година. Филмът е римейк на едноименния филм на Курт Нойман от 1958 година. Главните роли се изпълняват от Джеф Голдблум, Джина Дейвис и Джон Гец.

## Сюжет
Внимание:  Текстът по-долу разкрива сюжета на произведението (или части от него)!
Ексцентричният учен Сет Брандъл се среща с журналистката Вероника Куайф на пресконференция, организирана от „Bartok Science Industries“, която спонсорира работата му. Канейки Вероника в дома си, Сет ѝ показва своето невероятно изобретение: две капсули, които могат да телепортират обекти помежду си. За съжаление само неодушевени предмети могат да бъдат телепортирани и когато Брандъл се опитва да телепортира жив бабуин, нещастното животно се обръща отвътре навън.
Между Сет и Вероника се развива романтична връзка. Вдъхновен от любовта, Брандъл продължава да работи упорито върху изобретението си и скоро успява да телепортира първо пържола, а след това и жив бабуин, без да го повреди. Сет решава да отпразнува този огромен успех с Вероника, но тя не идва на тържеството и Сет смята, че Вероника се е върнала при бившия си любовник Статис Боранс, главен редактор на списанието, за което тя работи. С мъка Сет се напива и решава да се телепортира, но не забелязва, че в момента на телепортацията има муха в капсулата с него. Външно всичко върви добре, но Сет все още не знае каква ужасна грешка е направил.
По-късно Сет и Вероника се помиряват и Брандъл започва да проявява повишено желание за захар, в допълнение към развиването на необичайна сила, ловкост, издръжливост и сексуална мощ. Самият Сет вярва, че тези качества са се появили в него поради факта, че тялото му е било „сглобено отново“. Брандъл смята телепортацията за голямо благо и по всякакъв начин настоява Вероника също да се подложи на тази процедура, но тя категорично отказва. Тя започва да се тревожи за повишената агресивност на Сет, както и за странната бодлива коса, която расте от рана на гърба му и язви, появяващи се на лицето му. Първоначално Сет не обръща особено внимание на тези промени, но когато ноктите му започват да падат, той решава да проучи внимателно процеса на телепортирането си в компютъра. За свой ужас Брандъл открива, че тялото му е свързано с муха на молекулярно генетично ниво.
Здравето на Сет продължава да се влошава и той губи части от тялото си заедно с човешката си форма. Подобно на муха, сега той може да се храни само като бълва храносмилателни ензими върху храната, може да пълзи по стени и тавани, а човешкият му ум все повече го напуска. Няколко седмици по-късно Брандъл се появява пред Вероника като страховит хибрид между човек и насекомо, който Сет е нарекъл „Брандълфлай“. В пълна паника Вероника бяга. Скоро тя открива, че е бременна и същият кошмар започва да я преследва: вместо нормално дете, тя ражда гигантска ларва на насекомо. Вероника моли Боранс да ѝ помогне да направи спешен аборт, но Вероника внезапно е отвлечена от Сет.
Искайки да се спаси, Брандъл решава да „разреди“ гените на мухата в тялото си с човешка ДНК, използвайки Вероника за това. Той се кани да телепортира едновременно себе си и нея, но тогава Боранс, въоръжен с пушка, нахлува в лабораторията му. Сет изхвърля хранителни ензими към Боранс, а ръката и кракът му просто се разтварят. Сет поставя Вероника в една капсула, пълзи в друга и започва обратното броене. Боранс успява да стреля с пушката и поврежда кабелите. Сет излиза наполовина от капсулата си, но процесът на телепортиране се активира, сливайки Брандъл с парче от капсулата. Сет, вече превърнат в чудовище, пълзи до Вероника и опира дулото на пушката в главата си, като ясно показва, че иска тя да го довърши и да сложи край на мъките му. Вероника стреля през сълзи, разнася Сет на парчета и пада на колене в отчаяние.

## Актьорски състав
| Актьор            | Роля                                                             |
| ----------------- | ---------------------------------------------------------------- |
| Джеф Голдблум     | Сет Бръндъл – учен, изобретил машина за телепортация             |
| Джина Дейвис      | Вероника Куайф – журналистка, приятелка на Сет                   |
| Джон Гец          | Стейтис Боранс – редактор на списание, бивш любовник на Вероника |
| Джой Бушел        | Тауни                                                            |
| Лесли Карлсън     | д-р Брент Чивърс                                                 |
| Джордж Чувало     | Марки                                                            |
| Дейвид Кронънбърг | гинеколог                                                        |

## Снимачен процес
- С натуралистичното си представяне на мутиращия герой „Мухата“ печели награда „Оскар“ за най-добър грим и е номиниран за награди на БАФТА за грим и специални ефекти.[4]
- В началото на кариерата си режисьорът Дейвид Кронънбърг общува с колегата си режисьор Мартин Скорсезе и по време на срещата Скорсезе шеговито казва, че Кронънбърг много прилича на „пластичен хирург от Бевърли Хилс“. Това сравнение вдъхновява Кронънбърг и затова във филма „Мухата“ той играе лекаря.
- Филмът е продуциран от Мел Брукс, който веднага предлага Стюарт Корнфелд за копродуцент. Това е най-близкият сътрудник и добър приятел на Брукс и заедно продуцират „Човекът слон“ на Дейвид Линч. От самото начало Брукс и Корнфелд предлагат на Дейвид Кронънбърг да режисира филма, но в този момент Кронънбърг започва работа по заснемането на филма „Зов за завръщане“ и не може да приеме това примамливо предложение. Тогава Корнфелд избира младия британски режисьор Робърт Бирман. Бирман започва да снима, но по това време се случва ужасна трагедия – семейството на Бирман е на почивка в Южна Африка, когато дъщеря му загива при инцидент. Бирман се оттегля от проекта, но Брукс и Корнфелд много се надяват, че Бирман може да се възстанови от шока и да режисира филма отново. Уви, след 4 месеца Бирман, който не можа да се възстанови от скръбта, най-накрая отказва поста режисьор и в същото време Кронънбърг престава да е режисьор на филма „Зов за завръщане“ (той е заменен от Пол Верховен). Дейвид Кронънбърг се съгласява да режисира „Мухата“, но при условие, че му бъде позволено да промени съществено оригиналния сценарий.
- Мел Брукс не посочва името си във филма като продуцент (посочен е само Стюарт Корнфелд), за да не се объркат зрителите, които биха могли да очакват „филмът на Мел Брукс“ да бъде забавна комедия, а не „филм на ужасите“.
- Дизайнът на капсулите за телепортиране е вдъхновен от цилиндъра на двигателя „Ducati 450 Desmo“ на Кронънбърг. Първите дизайни на капсулите наподобявали стъклени душове или телефонни кабини.
- Постепенното превръщане на Сет в чудовище става в рамките на 4 седмици и 6 дни.
- Бабуинът на име Тайфун, който участва в снимките, е много силно и изключително непредвидимо животно. Един ден Тайфун се уплашва от мигащите светлини на телепортационната капсула и просто разбива вратата, за да изскочи. Въпреки това Джеф Голдблум, който е висок и атлетичен мъж, успява да убеди павиана, че той е „лидерът на глутницата“, а павианът, който при нормални условия винаги живее в глутницата и спазва „йерархията“, напълно се подчинява на актьора.
- Слоганът на филма е „Страхувайте се. Много се страхувайте.“ („Be afraid. Be very afraid“) е измислен от Мел Брукс, когато обсъжда как героите трябва да реагират на ранните етапи от трансформацията на Сет Бръндъл.
- Джеф Голдблум носи до 2 килограма протезен грим за по-страшните си сцени и отнема близо пет часа, за да се нанесе гримът.
- Във филма първоначално има сцена, в която Сет комбинира павиан и котка в някакво страховито създание и след това го пребива до смърт с метална тръба. По време на тестовите прожекции тази сцена предизвиква рязко отхвърляне сред публиката, те престават да симпатизират на главния герой и в резултат на това сцената е изтрита. Продуцентът Стюарт Корнфелд го формулира така: „Ако убиете животно, дори коткомаймуна, вашата публика вече няма да се интересува от вашите проблеми.“
- Ефектът на „топене“ на ръката на Боранс е създаден по следния начин: първо е направена „осакатена“ ръка, а след това с помощта на желатин е формована „нормална“ ръка. По време на снимките ръката е нагрята със сешоар, от което започва да „тече“ и да се „топи“.
- Режисьорът Дейвид Кронънбърг кръщава главния герой Сет Брандъл на името на състезателя Мартин Брандъл.
- „Корозивните хранителни ензими“, които чудовището избълва, всъщност са смес от мед, яйца и мляко.
- Пушката, която Вероника използва, за да убие Сет, е „Browning 12 Gauge“.
- Филмът е заснет в момент, когато епидемията от ХИВ едва започва в света и мнозина решават, че язвите по лицето на главния герой намекват за тази ужасна болест, въпреки че Дейвид Кронънбърг категорично отхвърля тази идея във всичките си интервюта.
- На Майкъл Кийтън е предложена ролята на Сет Брандъл, но я отказва.
- В сцената, в която ухото на героя на Джеф Голдблум внезапно пада, реакцията на актрисата Джина Дейвис е реална, тъй като тя не го е очаквала.